# آب رکنی
آب رکنی اثری تاریخی مربوط به سدهٔ ۴ ه.ق است و در شهرستان شیراز، بخش مرکزی، دهستان دراک، ۳ کیلومتری شمال شرق شهرک رکن آباد، سمت راست بزرگراه شیراز به مرودشت واقع شده و این اثر در تاریخ ۱ مرداد ۱۳۸۶ با شمارهٔ ثبت ۱۹۲۹۳ به‌عنوان یکی از آثار ملی ایران به ثبت رسیده است.